# Brat
|  | Wiktionary har en ordboksartikel om brat. |

Brat (vanligen med engelskt uttal: [bɹæt]) är på svenska en (oftast pejorativ) beteckning på ungdomar och unga vuxna personer från överklassen med en utmärkande kläd- och livsstil och attityd. Personerna sägs sakna egen inkomst och leva på sina välbärgade föräldrar. Ordet brat är förknippat med en särskild klädstil, där ett genomgående tema är att kläderna är av något dyrare karaktär men inte nödvändigtvis propra. Pikéskjortor, åtsittande slitna och lappade jeans samt bakåtkammat hår (backslick) anses utgöra viktiga tillhörighetstecken.
En skönlitterär skildring av fenomenet wannabe-brat finns i form av personen J.W. i boken Snabba cash (2006) av Jens Lapidus.
Brat är ett engelskt lånord. På engelska används ordet vanligen om barn, särskilt om ett ouppfostrat eller olydigt barn, men det kan även syfta på en bortskämd person i allmänhet. 1985 lanserades uttrycket Brat Pack om en grupp unga människor som var väldigt rika och berömda filmskådespelare.
Brat (BRAT) är också en diet som tidigare har rekommenderats vid kräkning och diarré. BRAT står för Bananer, Ris, äppelmos (Apple sauce) och Toast (eller te).